# Fenyő-sávosaraszoló
A fenyő-sávosaraszoló (Hylaea fasciaria) a rovarok (Insecta) osztályának lepkék (Lepidoptera) rendjébe, ezen belül az araszolók (Geometridae) családjába tartozó faj.

## Előfordulása
A fenyő-sávosaraszoló az európai kontinensen és a Brit-szigeteken található meg.

## Megjelenése
Ez az araszolóféle, lehet vörös vagy zöld színű, illetve ezek kombinációja. Szárnyfesztávolsága 27–40 milliméter hosszú.

## Életmódja
Április és október között két nemzedéke repül. Ha az élőhelye jó minőségű, akkor gyakorivá válik. A hernyók erdeifenyővel (Pinus sylvestris) és közönséges lucfenyővel (Picea abies) táplálkoznak.

## Képek

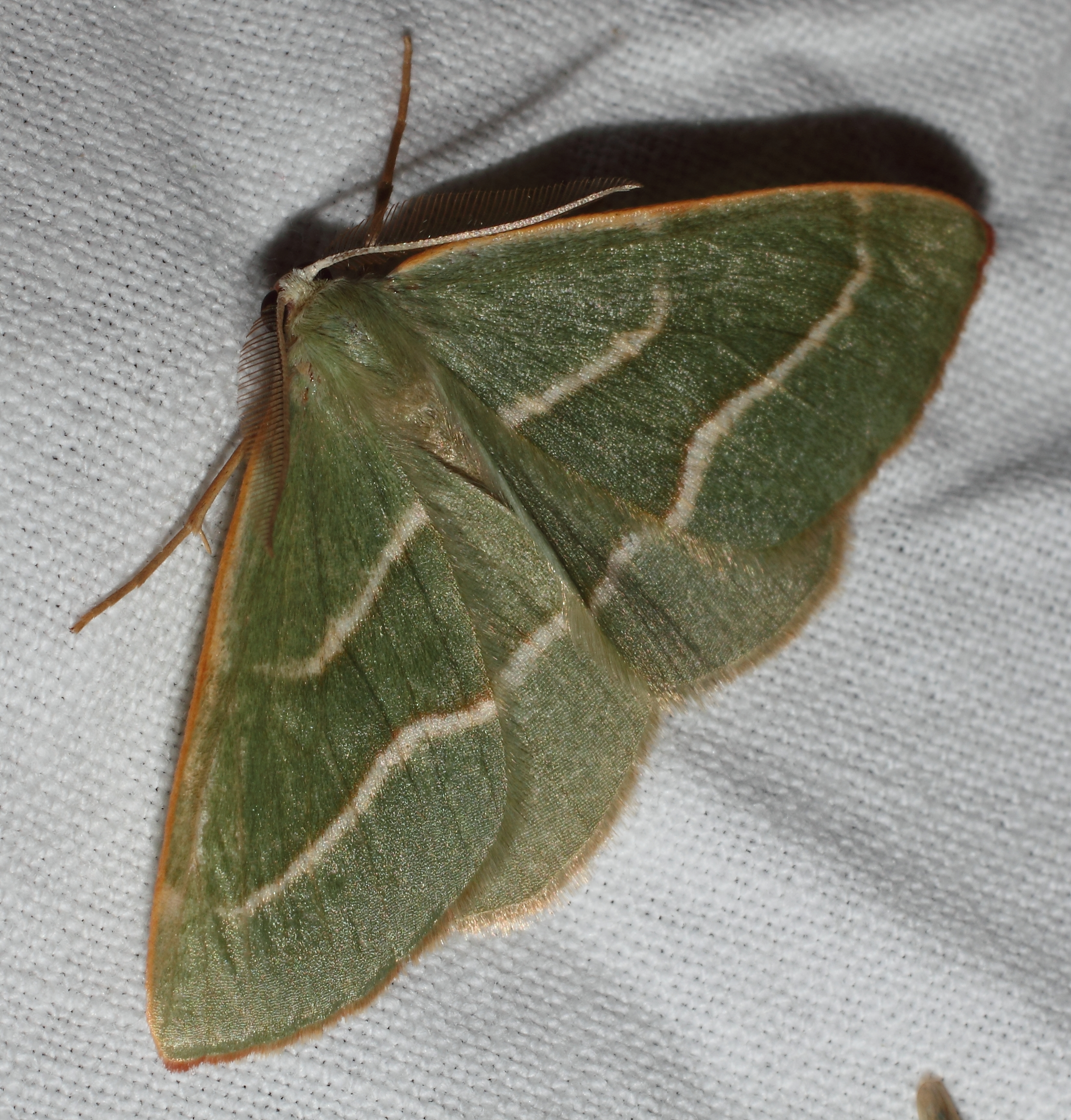
Zöld változat
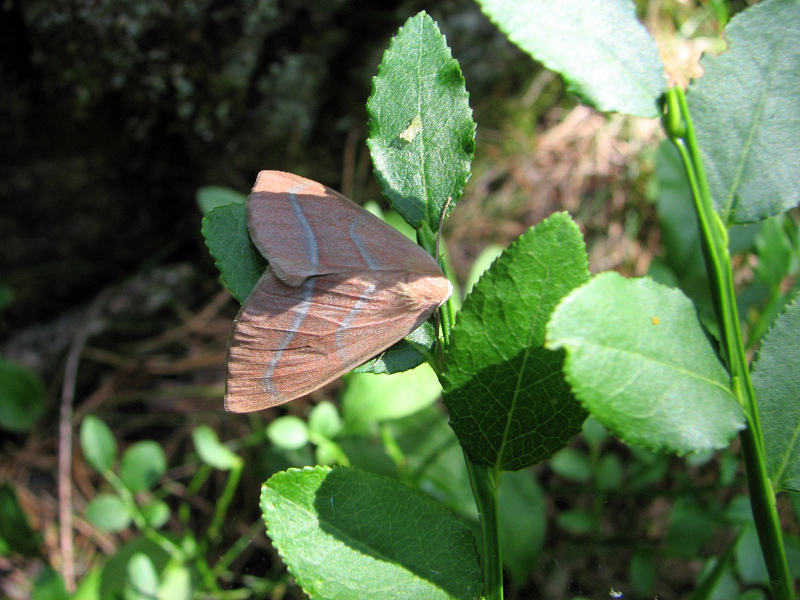
Vörös változat
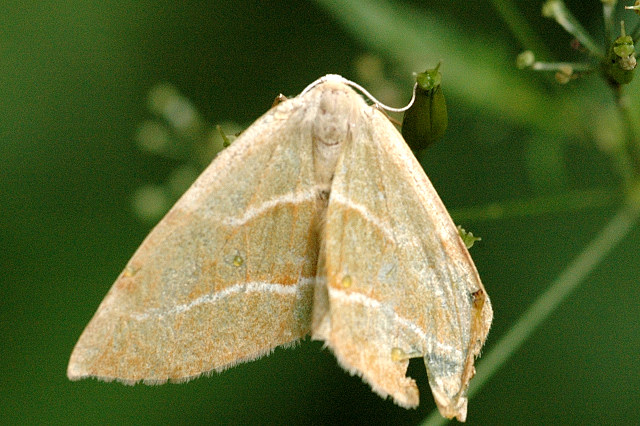
Világos színű példány

## Fordítás
- Ez a szócikk részben vagy egészben  a   Hylaea fasciaria című angol Wikipédia-szócikk ezen változatának fordításán alapul.  Az eredeti cikk szerkesztőit annak laptörténete sorolja fel. Ez a jelzés csupán a megfogalmazás eredetét és a szerzői jogokat jelzi, nem szolgál a cikkben szereplő információk forrásmegjelöléseként.